# Trestanec (film)
Trestanec (anglicky Shot Caller) je americký kriminální thriller z roku 2017. Film napsal a režíroval Ric Roman Waugh. Film popisuje proměnu dobře situovaného muže od rodiny v otrlého vězeňského gangstera. Proměnu podstoupí, aby přežil v kalifornském trestním systému poté, co je uvězněn za svou roli při smrtelné autonehodě pod vlivem alkoholu. Ve filmu hrají Nikolaj Coster-Waldau, Omari Hardwick, Lake Bellová, Jon Bernthal, Emory Cohen, Jeffrey Donovan a Evan Jones, dále Benjamin Bratt a Holt McCallany.
Film měl premiéru na filmovém festivalu v Los Angeles 16. června 2017. Do kin byl film uveden 20. července 2017 prostřednictvím DirecTV Cinema a 18. srpna 2017 společností Saban Films.